# Roberto Cammarelle
Roberto Cammarelle, född 30 juli 1980 i Milano, Italien, är en italiensk för detta amatörboxare som vann OS-guld i supertungviktsboxning 2008 i Peking och silver i London 4 år senare. Redan i OS i Aten 2004 hade italienaren tagit brons i samma viktklass.

## Meriter

### Olympiska meriter

#### Olympiska sommarspelen 2008
- Huvudartikel: Boxning vid olympiska sommarspelen 2008

| Tävlande           | Viktklass     | Sextondelsfinal      | Åttondelsfinal         | Kvartsfinal          | Semifinal            | Final                |
| Tävlande           | Viktklass     | Motståndare Resultat | Motståndare Resultat   | Motståndare Resultat | Motståndare Resultat | Motståndare Resultat |
| ------------------ | ------------- | -------------------- | ---------------------- | -------------------- | -------------------- | -------------------- |
| Roberto Cammarelle | Supertungvikt |                      | Tomasovic (CRO) W 13-1 | Rivas (COL) W 9-5    | Price (GBR) W RSC    | Zhilei (CHN) W RSC   |